# EVTOL

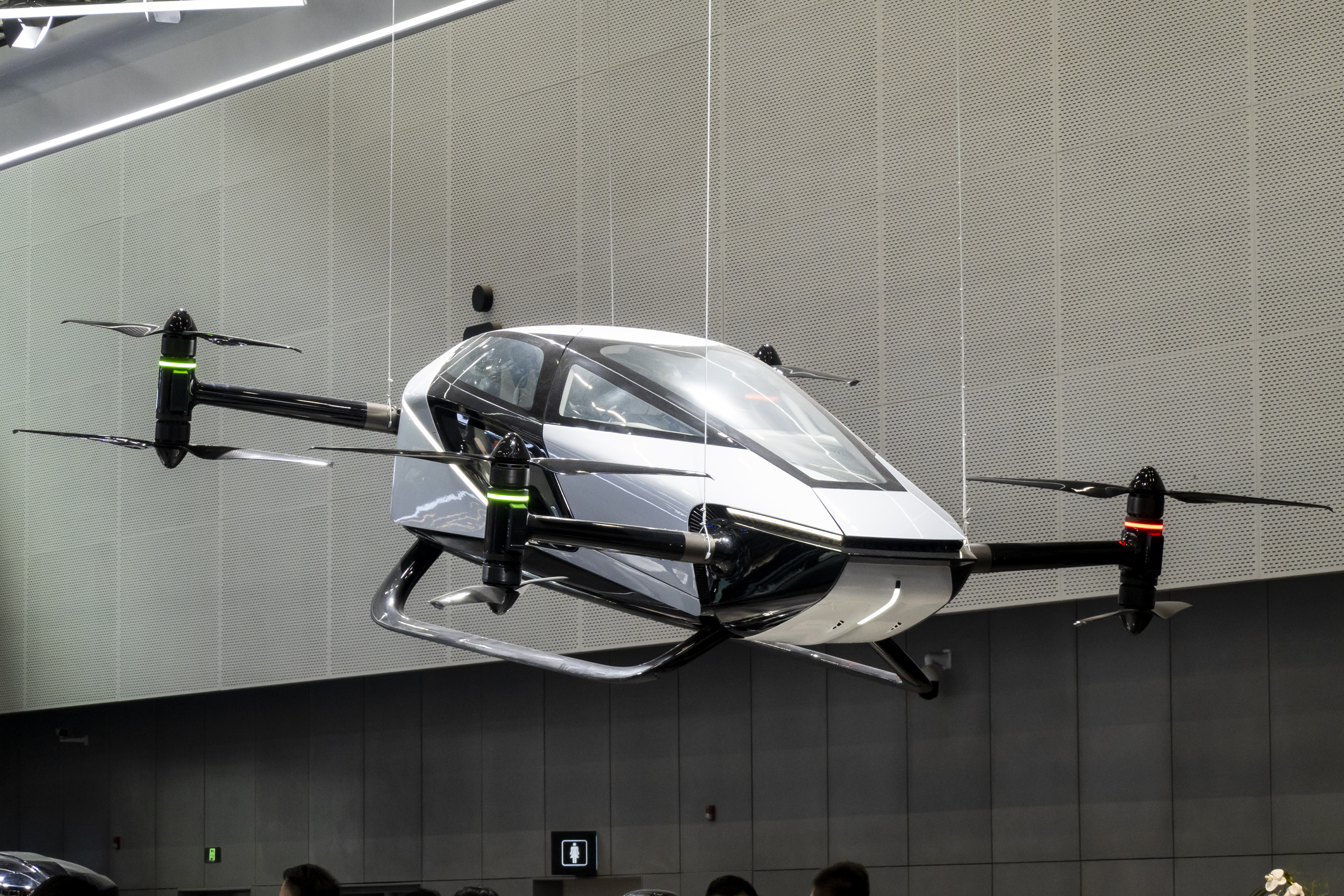
Een Chinese eVTOL op een autobeurs in Guangzhou, China.

Een eVTOL is een elektrisch verticaal opstijgend en landend VTOL-vliegtuig dat gebruik maakt van elektrische energie om verticaal te zweven, op te stijgen en te landen. Deze technologie is mogelijk geworden dankzij de grote vooruitgang in elektrische aandrijving (motoren, brandstofcellen, elektronische regelaars) en verbeterde batterijen. Ook de opkomende behoefte aan nieuwe luchtvoertuigen voor stedelijke luchtmobiliteit die groenere en stillere vluchten mogelijk maken, speelde een rol. Elektrische en hybride aandrijfsystemen (EHPS) hebben het potentieel om de operationele kosten van vliegvervoer te verlagen. 

## Producenten
Grote constructeurs zoals Boeing, Airbus en Bell Helicopter Textron werken aan de ontwikkeling en productie van eVTOL’s. Een van de eerste bedrijven die voor een eVTOL een officiële luchtwaardigheidslicentie verkreeg, was het Chinese eHang voor zijn EH216-S, op 13 oktober 2023.